# Caribosiren turneri
Caribosiren turneri es un género de mamíferos acuáticos del orden Sirenia que vivió en el Terciario en el Caribe.
Sus restos se encuentran fósiles en formaciones de Puerto Rico, donde muestran que fuera miembro de los sirenios, de la familia Dugongidae. Sus parentesco anatómico se relaciona básicamente con el Halitherium y el Metaxytherium en la subfamilia Halitheriinae.